# Mehdi Mostefa
Mehdi Mostefa Sbaa (Dijon, 30 de agosto de 1983) é um futebolista profissional argelino que atua como volante, lateral-direito, atualmente defende o SC Bastia.

## Carreira
Mostefa começou a carreira no Monaco.